# Шестидневка

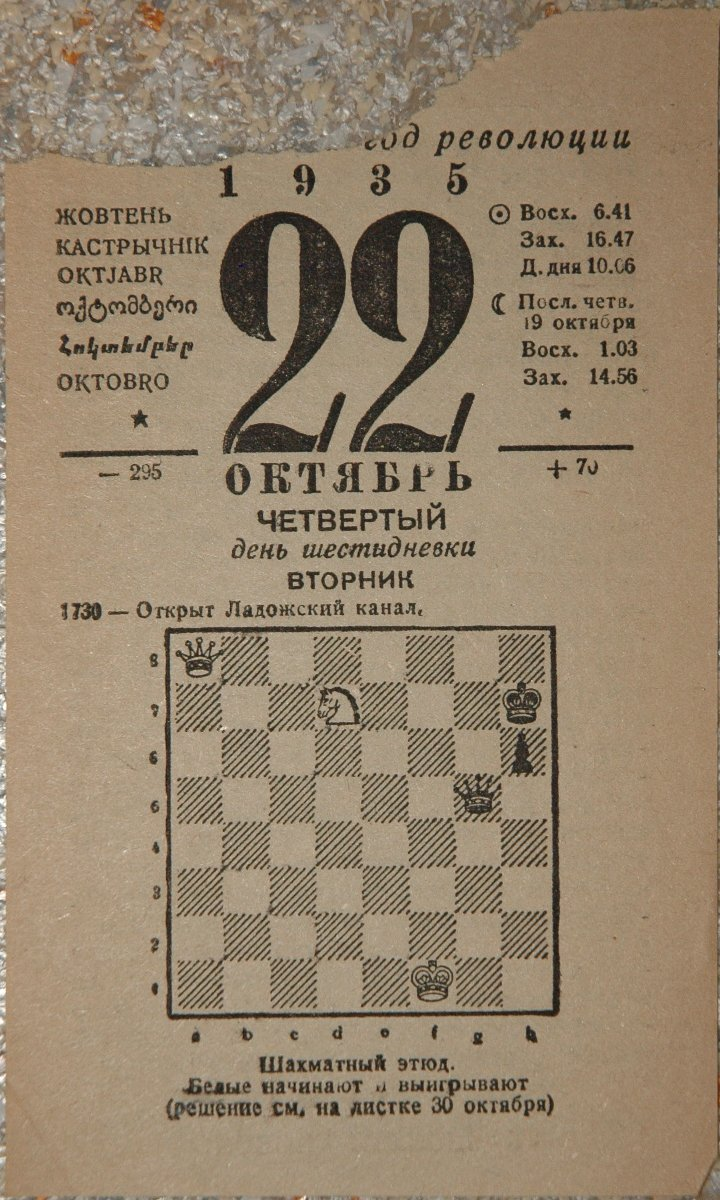
Лист из советского календаря 1935 года с обозначением шестидневки: «22 октября — четвёртый день шестидневки, вторник». Источник: Российская государственная библиотека.

Шестидневка — шестидневный цикл, использовавшийся в СССР в 1930-е годы вместо традиционной семидневной недели. В разговорной речи термин также применялся для обозначения шести рабочих дней (с понедельника по субботу).

## Введение шестидневки в СССР
В 1929—1931 годах в рамках календарной реформы в СССР была введена непрерывная шестидневная неделя («шестидневка»).
Основные причины:
- Устранение религиозного влияния (отмена воскресного выходного).
- Упрощение планирования производства — месяцы делились на пять шестидневных циклов (1-6, 7-12, 13-18, 19-24, 25-30/31 числа)[1].
- Борьба с «прогульщиками» — система исключала неявку на работу из-за праздников[2].

Каждый шестой день был общим выходным, но дни сохраняли названия (понедельник, вторник и т. д.). Например, в календаре за 1935 год указано: «22 октября — четвёртый день шестидневки, вторник».

### Особенности системы
- Фиксированные даты выходных — отдых приходился на 6, 12, 18, 24 и 30 числа.
- Праздники — сохранились только 1 Мая и 7 Ноября, остальные упразднены[1].
- Путаница — из-за параллельного использования семидневной недели в сельской местности и международных контактах[4].

## Культурное отражение
Шестидневка упоминается в:
- Кино — фраза «шестой день шестидневки» в фильме «Волга, Волга» (1938).
- Литературе — Ильф и Петров в «Золотом телёнке» (1931) иронично описывают календарные изменения.

## Отмена шестидневки
26 июня 1940 года Президиум Верховного Совета СССР издал указ о возврате к семидневной неделе с восьмичасовым рабочим днём.
Причины:
- Низкая эффективность — частые сбои в графиках поставок.
- Международная изоляция — несовместимость с зарубежными партнёрами.
- Социальное недовольство — трудности с планированием личного времени[6].